# Kanton Les Coteaux de Moselle
Der Kanton Les Coteaux de Moselle ist seit 2015 ein französischer Wahlkreis im Arrondissement Metz, im Département Moselle und in der Region Grand Est (bis Ende 2015 Lothringen); sein Hauptort ist Moulins-lès-Metz.

## Geschichte
Der Kanton entstand bei der Neueinteilung der französischen Kantone im Jahr 2015. Seine Gemeinden kommen aus den ehemaligen Kantonen Ars-sur-Moselle (alle 18 Gemeinden), Verny (8 der 36 Gemeinden), Woippy (2 der 8 Gemeinden)  und Montigny-lès-Metz (1 der 7 Gemeinden). Die Anzahl der Gemeinden verringerte sich 2016 durch die Vereinigung von Ancy-sur-Moselle und Dornot zur neuen Commune nouvelle Ancy-Dornot auf 28. 2019 verringerte sich die Anzahl der Gemeinden durch die Fusion von Rezonville und Vionville zur neuen Commune nouvelle Rezonville-Vionville auf 27.

## Lage
Der Kanton liegt im Département Moselle an dessen Westgrenze.

## Gemeinden
Der Kanton besteht aus 27 Gemeinden mit insgesamt 35.931 Einwohnern (Stand: 1. Januar 2022) auf einer Gesamtfläche von 220,60 km²:
| Gemeinde                      | Mundart Patois | Deutsch                          | Einwohner (2022) | Fläche (km²) | Code postal | Code Insee |
| ----------------------------- | -------------- | -------------------------------- | ---------------- | ------------ | ----------- | ---------- |
| Ancy-Dornot                   | –              | Anzig-Dorningen                  | 10,25            | 10,25        | 57130       | 57021      |
| Arry                          | –              | Arrich                           | 532              | 6,88         | 57680       | 57030      |
| Ars-sur-Moselle               | –              | Ars an der Mosel                 | 4.645            | 11,6         | 57130       | 57032      |
| Augny                         | –              | Auning                           | 2.127            | 14,98        | 57685       | 57039      |
| Châtel-Saint-Germain          | –              | Sankt German                     | 1.869            | 12,88        | 57160       | 57134      |
| Coin-lès-Cuvry                | –              | Coin bei Cuvry/Kuberneck         | 817              | 6,65         | 57420       | 57146      |
| Coin-sur-Seille               | –              | Coin an der Seille/Selzeck       | 334              | 3,31         | 57420       | 57147      |
| Corny-sur-Moselle             | –              | Corningen                        | 2.155            | 8,2          | 57680       | 57153      |
| Cuvry                         | –              | Kurben (Kubern)                  | 1.040            | 5,44         | 57420       | 57162      |
| Féy                           | –              | Buch in Lothringen               | 741              | 5,66         | 57420       | 57212      |
| Gorze                         | –              | Gorz                             | 1.133            | 17,94        | 57680       | 57254      |
| Gravelotte                    | –              | Gravelott                        | 813              | 5,66         | 57130       | 57256      |
| Jouy-aux-Arches               | –              | Gaudach                          | 1.431            | 6,01         | 57130       | 57350      |
| Jussy                         | –              | Jussingen                        | 458              | 2,91         | 57130       | 57352      |
| Lessy                         | –              | Lessingen                        | 794              | 2,85         | 57160       | 57396      |
| Lorry-lès-Metz                | –              | Lorry bei Metz/Lorringen         | 1.726            | 6,09         | 57050       | 57415      |
| Lorry-Mardigny                | –              | Lorringen-Mardeningen            | 678              | 11,36        | 57420       | 57416      |
| Marieulles                    | –              | Mariellen                        | 699              | 8,19         | 57420       | 57445      |
| Moulins-lès-Metz              | –              | Moulins bei Metz/Mühlen bei Metz | 5.161            | 6,98         | 57160       | 57487      |
| Novéant-sur-Moselle           | –              | Neuburg in Lothringen            | 1.861            | 12,89        | 57680       | 57515      |
| Pouilly                       | –              | Pullingen                        | 927              | 5,11         | 57420       | 57552      |
| Pournoy-la-Chétive            | –              | Kleinprunach                     | 613              | 2,56         | 57420       | 57553      |
| Rezonville-Vionville          | –              | –                                | 506              | 23,1         | 57130       | 57578      |
| Rozérieulles                  | –              | Roseringen                       | 1.330            | 6,58         | 57160       | 57601      |
| Sainte-Ruffine                | –              | Sankt Ruffin                     | 605              | 0,71         | 57130       | 57624      |
| Vaux                          | –              | Wals                             | 786              | 6,63         | 57130       | 57701      |
| Vernéville                    | –              | Wernheim                         | 676              | 9,18         | 57130       | 57707      |
| Kanton Les Coteaux de Moselle |                |                                  | 35.931           | 220,60       | -           | -          |

## Veränderungen im Gemeindebestand seit der landesweiten Neuordnung der Kantone
2019: Fusion Rezonville und Vionville → Rezonville-Vionville
2016: Fusion Ancy-sur-Moselle und Dornot → Ancy-Dornot

## Politik
Im 1. Wahlgang am 22. März 2015 erreichte keines der vier Kandidatenpaare die absolute Mehrheit. Bei der Stichwahl am 29. März 2015 gewann das Gespann Jean François/Bernadette Lapaque (beide UMP) gegen Thibaut Albrech/Carine Wolf (beide FN) mit einem Stimmenanteil von 63,36 % (Wahlbeteiligung:47,91 %).
| Vertreter im Departementrat des Départements | Vertreter im Departementrat des Départements | Vertreter im Departementrat des Départements |
| Amtszeit                                     | Name                                         | Partei                                       |
| -------------------------------------------- | -------------------------------------------- | -------------------------------------------- |
| 2015–                                        | Jean François Bernadette Lapaque             | UMP/LR                                       |